# Bulbophyllum triclavigerum
Bulbophyllum triclavigerum är en orkidéart som beskrevs av Johannes Jacobus Smith. Bulbophyllum triclavigerum ingår i släktet Bulbophyllum och familjen orkidéer. Inga underarter finns listade i Catalogue of Life.